# Bárcabo
Bárcabo település Spanyolországban, Huesca tartományban. Bárcabo Aínsa-Sobrarbe, Adahuesca, Abizanda, Naval, Hoz y Costean, Colungo és Alquézar községekkel határos. Lakosainak száma 122 fő (2024).

## Népesség
A település népessége az utóbbi években az alábbiak szerint változott:
| Lakosok száma | 113  | 103  | 104  | 124  | 126  | 117  | 113  | 103  | 106  | 122  |
|               | 2001 | 2004 | 2006 | 2009 | 2011 | 2014 | 2016 | 2019 | 2021 | 2024 |